# Wuhrkorporation
Eine Wuhrkorporation ist eine Körperschaft des öffentlichen Rechts in der Schweiz, deren Aufgabe der Wasserbau und der ordentliche Gewässerunterhalt ist, beispielsweise Wildbachverbauungen. Das Wort «Wuhr» ist dabei eine Variante von «Wehr».
Wuhrkorporationen gibt es in den Schweizer Kantonen Schwyz und bis 1983 Thurgau. Im Kanton Obwalden wird diese Körperschaft als Wuhrgenossenschaft bezeichnet. Im Kanton Bern wird diese Aufgabe von den Schwellenkorporationen erfüllt.
Die Grundstückseigentümer in der Perimeterpflicht einer Bachverbauung bilden die Wuhrkorporation und sind mit Bau- und Unterhaltspflichten belastet.